# Carlantino
Carlantino är en ort och kommun i provinsen Foggia i regionen Apulien i Italien. Kommunen hade 957 invånare (2017).